# Ara Bablojan

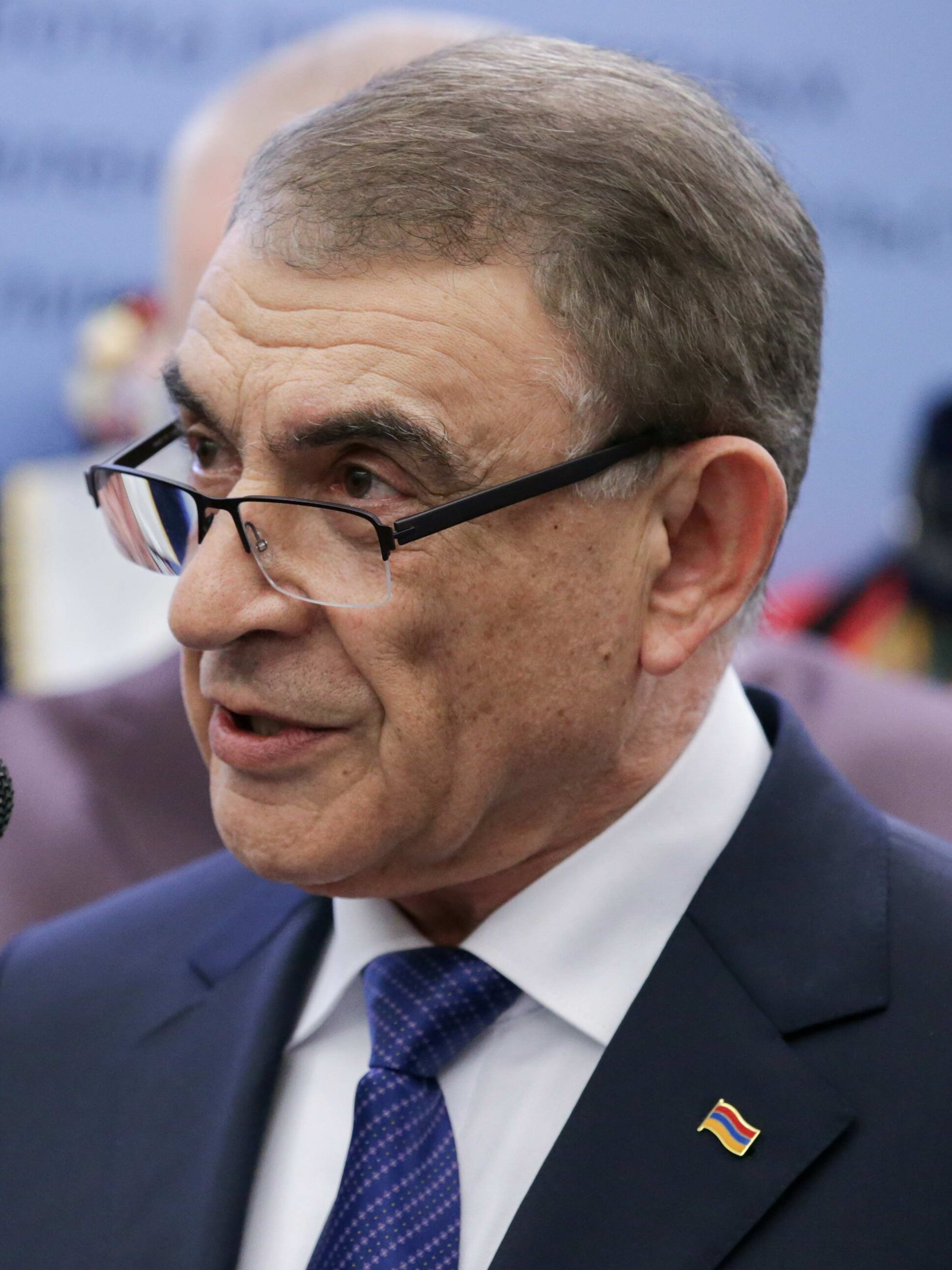
2018

Ara Saeno Bablojan (armenisch Արա Բաբլոյան, geb. am 5. Mai 1947 in Jerewan) ist ein armenischer Pädiater, Politiker, Mitglied der Republikanischen Partei Armeniens und seit Mai 2017 Präsident der Nationalversammlung der Republik Armenien.

## Werdegang
Bablojan schloss 1971 die pädiatrische Fakultät der Staatlichen Medizinischen Universität Jerewan ab. Zwischen 1971 und 1998 machte er eine Weiterbildung und Umschulung im Bereich der Kinderchirurgie, Nieren- und Lebertransplantation in Russland, Belgien, der Schweiz und Frankreich. 
Von 1972 bis 1982 arbeitete Bablojan als Chirurg und Urologe im Kinderkrankenhaus Nr. 1, anschließend bis 1990 als Leiter der urologischen Abteilung des Kinderkrankenhauses Nr. 3 in Jerewan. In den Jahren 1991 bis 1997 war er Gesundheitsminister der Republik Armenien.
Von 1997 bis 2002 hatte Bablojan die Position des Geschäftsführers der Kinderklinik „Arabkir“ in Jerewan inne. 2003 wurde er in die ständige Kommission des Europäischen Regionalkomitees der Weltgesundheitsorganisation aufgenommen, in der er bis 2005 vertreten war. In dieser Sonderorganisation der Vereinten Nationen war er außerdem Mitglied des Exekutivorgans (2008–2012). Zwischen 2003 und 2007 war Bablojan auch Verwaltungsratsvorsitzender der Versicherungsgesellschaft „Garant Limens“.
Bei den Parlamentswahlen 2007 wurde Bablojan als Kandidat der Republikanischen Partei in die armenische Nationalversammlung gewählt. Diesen Erfolg wiederholte er bei den nächsten Wahlen 2012. In dieser Periode bekleidete er den Posten des Vorsitzenden des „Ständigen Ausschusses für Gesundheit, Mutterschaft und Kindheit“. Am 18. Mai 2017 kürten die Parlamentsabgeordneten Bablojan zum Präsidenten der Nationalversammlung. 

## Privat
Bablojan ist verheiratet, hat zwei Kinder und vier Enkelkinder.